# Русановская улица (Санкт-Петербург)
Руса́новская у́лица — основная улица Русановки, исторической части Невского района Санкт-Петербурга. Проходит от Октябрьской набережной до Новосаратовской улицы.

## История
Сама улица, включая мост через реку Утку, была построена в советское время. На карте 1941 года ее конфигурация была в целом схожая с нынешней (тот же излом у дома 11), однако возле Октябрьской набережная она огибала комплекс неких зданий. Название Русановская улица присвоено 1 марта 2013 года.
До начала строительства в 2012 году жилого комплекса на Русановской улице, 9—19, дорога, переходя Утку, упиралась в территорию военной части. На время строительства часть улицы перекрыли — вдоль домом 9 и 11; вновь оно открылось в 2014 году. В 2015 году для подъезда к новым жилым домам на правом берегу был построен новый участок Русановской улицы от Утки до границы города.
В 2023 году планируется начать реконструкцию всей Русановской улицы. На участке от Октябрьской набережной до дома 19 она будет четырехполосной, далее до конца — двухполосной. Мост (он не стоит на учете Мостотреста) снесут, а взамен построят новый четырехполосный с двумя тротуарами. В конце улицы, на углу с Новосаратовской улицей, сделают разворотное кольцо.

## Застройка
- № 9 — жилой дом (2013[5])
- № 9, корпус 2, — детский сад (2020[6])
- № 11 — жилой дом (2013[5])
- № 12 — детский сад (2024[7])
- № 13, корпус 1, — торгово-спортивный комплекс (2019[8])
- № 13, корпус 2, — детский сад (2023[9])
- № 15, корпус 1, — жилой дом (2013[5])
- № 15, корпус 2, — школа (2016[10])
- № 16, корпус 1, — жилой дом (2017[11])
- № 16, корпус 2, — детский сад (2019[12])
- № 16, корпус 3, — жилой дом (2018[13])
- № 17, корпус 1, — жилой дом (2013[5])
- № 17, корпус 2, — жилой дом (2013[5])
- № 17, корпус 3, — жилой дом (2013[5])
- № 17, корпус 4, — жилой дом (2014[5])
- № 18, корпус 1, — жилой дом (2019[14])
- № 18, корпус 2, — паркинг (2019[5])
- № 18, корпус 3, — жилой дом (2020[15])
- № 18, корпус 4, — паркинг (2020[5])
- № 18, корпус 5, — школа (2024[16])
- № 18, корпус 6, — жилой дом (2022[17])
- № 18, корпус 7, — паркинг (2021[5])
- № 18, корпус 8, — жилой дом (2023[18])
- № 19, корпус 1, — жилой дом (2013[5])
- № 19, корпус 2, — жилой дом (2014[5])
- № 19, корпус 3, — жилой дом (2015[5])
- № 19, корпус 4, — жилой дом (2014[5])
- № 19, корпус 5, — жилой дом (2014[5])
- № 20, корпус 1, — жилой дом (2023[19])
- № 20, корпус 2, — детский сад (2024[20])
- № 20, корпус 3, — жилой дом (2023[19])
- № 22 — паркинг (2023[5])
- № 24 — жилой дом (2023[19])
- № 28 — жилой дом (2023[21])